# Ambassade de France en Jordanie
L'ambassade de France en Jordanie est la représentation diplomatique de la République française auprès du royaume hachémite de Jordanie. Elle est située à Amman, la capitale du pays, et son ambassadeur est, depuis 2022, Alexis Le Cour Grandmaison.

## Ambassade
L'ambassade est située entre les rues Al-Motannabi et Zahran, dans le quartier Jebel Amman, à Amman. Elle accueille aussi le consulat général de France.

## Ambassadeurs de France en Jordanie
| De   | À    | Ambassadeur                   |
| ---- | ---- | ----------------------------- |
| 1948 | 1953 | Jacques Dumarçay              |
| 1953 | 1954 | André Guibaut                 |
| 1954 | 1956 | Pierre Falaize (en)           |
| 1962 | 1968 | Roger Lescot                  |
| 1968 | 1973 | Jean-Marie Mérillon           |
| 1973 | 1975 | Jacques de Folin              |
| 1975 | 1979 | Dominique Charpy              |
| 1979 | 1981 | Claude Harel                  |
| 1981 | 1985 | Jacques Le Chartier de Sedouy |
| 1985 | 1989 | Patrick Leclercq              |
| 1989 | 1994 | Denis Bauchard                |
| 1994 | 1998 | Bernard Bajolet               |
| 1998 | 2002 | Bernard Émié                  |
| 2002 | 2006 | Jean-Michel Casa              |
| 2006 | 2009 | Denis Gauer                   |
| 2009 | 2013 | Corinne Breuzé                |
| 2013 | 2015 | Caroline Dumas                |
| 2015 | 2019 | David Bertolotti              |
| 2019 | 2022 | Véronique Vouland-Aneini      |
| 2022 | auj. | Alexis Le Cour Grandmaison    |

## Relations diplomatiques
Depuis la première visite du roi Hussein de Jordanie en 1964, les relations entre les deux pays n'ont jamais été interrompues, le monarque ayant toujours été soucieux de préserver une convergence politique avec la France. Son fils, Abdallah II, monté sur le trône en 1999, a poursuivi les visites semestrielles de son père. Dès la fin de la guerre des Six Jours, la France et la Jordanie se sont rapprochées pour trouver une issue pacifique au conflit. Il en a été de même dans les conflits en Irak. Les deux pays sont aussi attachés à l'influence de l'Union européenne dans l'établissement de la paix au Proche-Orient.

## Consulat

### Communauté française
Au 31 décembre 2016, 1 642 Français sont inscrits sur le registre consulaire en Jordanie.
| 2001 | 2002 | 2003 | 2004 |
| ---- | ---- | ---- | ---- |
| 800  | 820  | 827  | 858  |

| 2005 | 2006  | 2007  | 2008  |
| ---- | ----- | ----- | ----- |
| 957  | 1 040 | 1 148 | 1 263 |

| 2009  | 2010  | 2011  | 2012  |
| ----- | ----- | ----- | ----- |
| 1 364 | 1 444 | 1 407 | 1 400 |

| 2013  | 2014  | 2015  | 2016  |
| ----- | ----- | ----- | ----- |
| 1 464 | 1 482 | 1 503 | 1 642 |

### Circonscriptions électorales
Depuis la loi du 22 juillet 2013 réformant la représentation des Français établis hors de France avec la mise en place de conseils consulaires au sein des missions diplomatiques, les ressortissants français d'une circonscription recouvrant la Jordanie et l'Irak élisent pour six ans un conseiller consulaire. Ce dernier a trois rôles :
1. il est un élu de proximité pour les Français de l'étranger ;
2. il appartient à l'une des quinze circonscriptions qui élisent en leur sein les membres de l'Assemblée des Français de l'étranger ;
3. il intègre le collège électoral qui élit les sénateurs représentant les Français établis hors de France.

Pour l'élection à l'Assemblée des Français de l'étranger, la Jordanie appartenait jusqu'en 2014 à la circonscription électorale de Beyrouth, comprenant aussi l'Irak, le Liban et la Syrie, et désignant trois sièges. La Jordanie appartient désormais à la circonscription électorale « Asie centrale et Moyen-Orient » dont le chef-lieu est Dubaï et qui désigne quatre de ses 23 conseillers consulaires pour siéger parmi les 90 membres de l'Assemblée des Français de l'étranger.
Pour l'élection des députés des Français de l’étranger, la Jordanie dépend de la 10e circonscription.